# Csonkics Tünde
Csonkics Tünde (Budapest, 1958. szeptember 20. –) magyar sakkozó, női nemzetközi nagymester, kétszeres ezüst- és egyszeres bronzérmes sakkolimpikon, magyar bajnok, nemzetközi versenybíró, miniszteri kabinetfőnök, vállalkozó, sakkszervező.

## Élete
1980-ban elvégezte az Ybl Miklós Építőipari Főiskola városgazdálkodási szakát, majd 1988-ban az ELTE Bölcsészettudományi Kar magyar nyelv és irodalom szakán szerzett diplomát.
2000 óta kisebb intenzitással sakkozik, és a civil élet felé fordult. A TEA Ingatlanhasznosító Kft., tulajdonostársa, ügyvezető igazgatója. Sakkversenyek, például a Budapesti Tavasz Fesztivál sakkversenyének – szervezője és igazgatója. Foglalkozik kisiskolások, óvodások sakktanításával, ennek keretében létrehozta a Csonkics Sakkakadémiát, amelynek munkájában olyan neves versenyzők, edzők vállaltak szerepet, mint Ribli Zoltán nagymester, Tompa János mesteredző, Krizsán Bilek Edith kétszeres magyar bajnok.
2002-ben a környezetvédelmi és vízgazdálkodási miniszter kabinetfőnöke volt.

## Pályafutása
10 éves korában kezdett el sakkozni. Több, mint 20-szoros válogatott játékos.
Az 1979. évi magyar női sakkbajnokságon Porubszky Máriával holtversenyben az első helyen végezve, és 1981-ben aranyérmet nyert, 1995-ben a második helyen végzett.
1990-ben szerezte meg a női nemzetközi nagymesteri (WGM) címet. 1992 óta a FIDE által regisztrált nemzetközi sakk versenybíró.
1991-ben kvalifikálta magát a női sakkvilágbajnokjelölti zónaközi döntőre, ahol a 16-21. helyen végzett, Verőci Zsuzsával azonos pontszámmal.
A 2018. novemberben érvényes Élő-pontszáma a klasszikus sakkjátékban 2165, rapidsakkban 2125, villámsakkban 2106. Legmagasabb pontértéke az 1990. januárban elért 2370 volt, amellyel akkor a női világranglista 13-15. helyén állt.
A magyar ranglistán az aktív női versenyzők között a 17. helyen áll. 2001 és 2013 között nem játszott a FIDE által nyilvántartott versenyeken, 2013 júliusban újra aktívvá vált.

## Csapateredményei
Négy alkalommal volt tagja a magyar válogatottnak a sakkolimpián, amelyek közül 1980-ban és 1994-ben ezüstérmet, 1984-ben bronzérmet nyert a csapattal, 1992-ben a 4. helyen végeztek.

## Kiemelkedő versenyeredményei
- 2. helyezés: II. Női nemzetközi ifjúsági verseny, Tapolca (1978)[12]
- 1. helyezés: Női nemzetközi verseny Naleczow (1979)
- 3-5. helyezés: Női nemzetközi verseny, Novi Sad (1981)
- 1. helyezés: Női nemzetközi verseny, Párizs (1989)
- 4. helyezés (nők között 2.): Hotel Medosz Rapid verseny, Budapest (2013)[13]

## Díjai, elismerései
- 2020: Maróczy Géza-díj[14]

## Publikációi
- CSONKICS TÜNDE: A sakkfigurák elnevezésének eredetéhez. Magyar Nyelv 431–7, 1986.